# City of Westminster
City of Westminster is een borough met de officiële titel van city, en is een district  in Londen, die in 1965 werd gevormd door het samenvoegen van de oude autonome City of Westminster met de wijken Paddington en Marylebone. Het behoort bestuurlijk gezien tot Inner London. Een oudere naam voor Westminster is ook Westmunster, onder andere te zien in de Vrede van Westmunster.
Westminster ligt op de noordoever van de Theems en beslaat een gebied van omstreeks 21 km². Het inwonertal bedraagt ca. 250.000 mensen. Een beroemde straat in Westminster is de Abbey Road.
De City of Westminster is vanouds het bestuurscentrum en is historisch de tweede kern, naast de City of London, waaruit het huidige Londen is ontstaan.
De City of Westminster is opgedeeld in 20 wijken, waaronder een gelijknamige wijk Westminster.
Het motto van de City of Westminster is Custodi Civitatem Domine (latijn: Heer, waak over de stad).

## Wijken in City of Westminster
- Bayswater
- Knightsbridge
- Little Venice
- Maida Vale
- Marylebone
- Mayfair
- Millbank
- Paddington
- Pimlico
- Soho
- St John's Wood
- Westminster

## Civil parishesin district Westminster
- Queen’s Park

## Bezienswaardigheden
- Apsley House

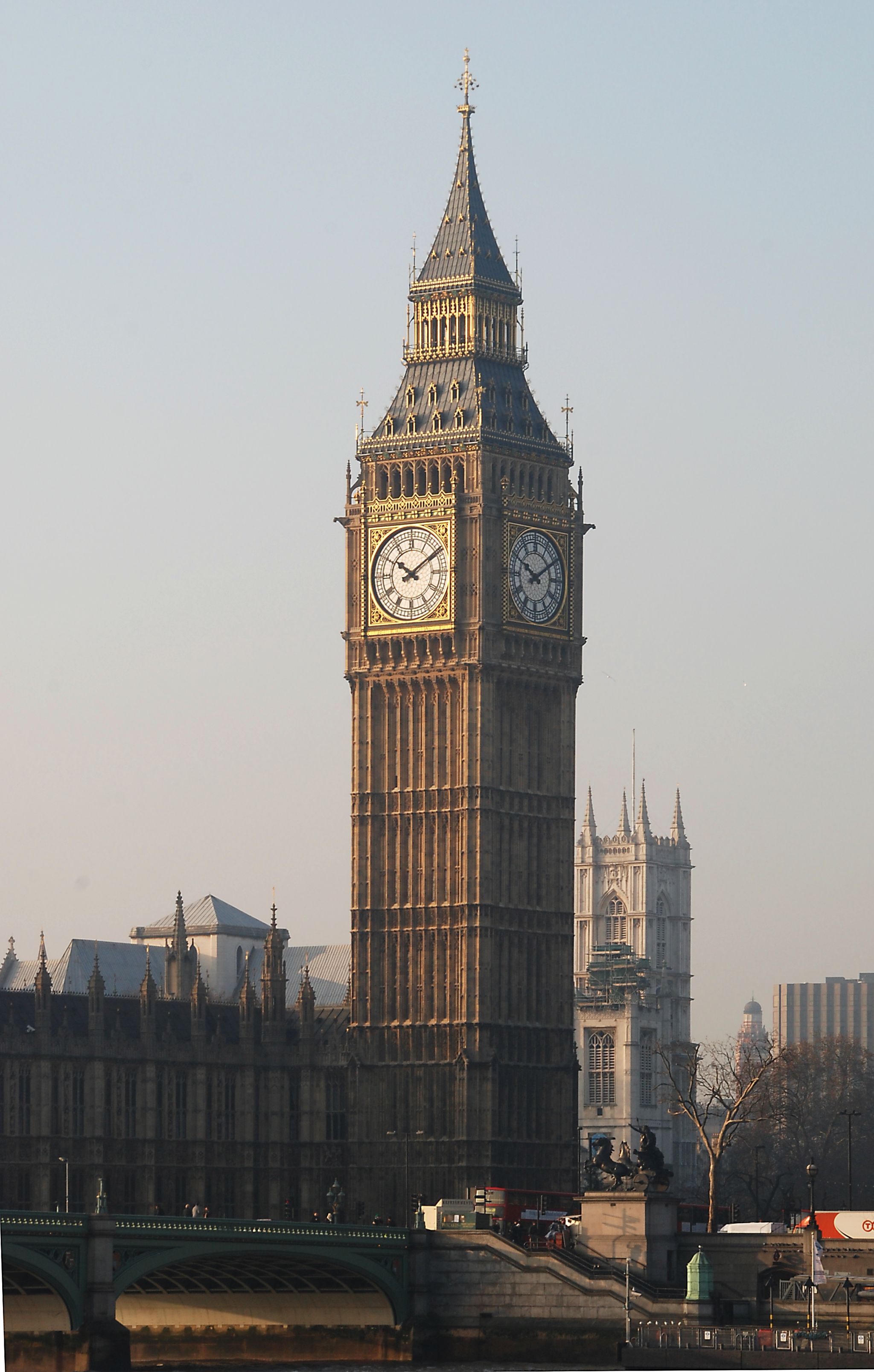
De Elizabeth tower (Palace of Westminster) beroemd door het geluid van de zware klok de Big Ben

- Big Ben (De klok in de Koningin Elizabethtoren van het Palace of Westminster)
- Buckingham Palace (het woonverblijf van de koningin)
- Bush House
- Burlington Arcade
- Cabinet War Rooms
- De cenotaph
- Centre Point
- Channel 4
- Chelsea college of Art and Design
- Clarence House (het woonverblijf van de Prince of Wales en zijn *echtgenote)
- Cleopatra's Needle
- 10 Downing Street (het woonverblijf van de eerste minister)
- Horse Guards
- Horse Guards Parade
- Lindley Library
- Little Venice
- Lord Cricket's Ground
- Madame Tussauds
- Marlborough House
- Millbank Tower
- National Gallery
- National Portrait Gallery
- Nelson's Column
- New Year's Day Parade
- Palace of Westminster
- Piccadilly Circus
- Porchester Hall
- Queen Elizabeth II Conference Centre
- Regent's Canal
- Royal Academy
- Royal Albert Hall
- Royal Courts of Justice
- Royal Opera House
- Sherlock Holmes Museum
- St. James's Palace (Het woonverblijf van de Princess Royal)
- St. Martin-in-the-Fields
- Somerset House
- Station London Charing Cross
- Station London Marylebone
- Station London Paddington
- Station London Victoria
- Wellington Arch
- Westminster Abbey
- Westminster Bridge
- Westminster Cathedral

## Parken
- Green Park
- Hyde Park
- Kensington Gardens
- Regent's Park
- St. James's Park

## Bekende inwoners van Westminster

### Geboren
- Eduard I van Engeland (Palace of Westminster, 1239-1307), koning van Engeland (1272-1307)
- Eduard V van Engeland (1470-ca.1483), koning van Engeland (1483)
- John Dowland (1563-1626), zanger, luitist en componist
- Ben Jonson (1572-1637), toneelschrijver, dichter en acteur
- Henry Purcell (1659-1695), componist
- Joseph Banks (1743-1820), natuuronderzoeker en botanicus
- Alice Liddell (1852-1934), muze van Lewis Carroll
- Diane Rowe (1933-2023), Brits-Duits tafeltennisster
- Carey Mulligan (1985), actrice

### Woonachtig (geweest)
- Guy Fawkes (1570-1606), militair
- Sherlock Holmes (Fictief persoon uit de boeken van Sir Arthur Conan Doyle)